# Rudolf Brust
Rudolf Brust (ur. 1912, zm. ?) – zbrodniarz hitlerowski, członek załogi obozu koncentracyjnego Mauthausen-Gusen i SS-Sturmscharführer.
Z zawodu fotograf. Członek Waffen-SS, który pełnił służbę w obozie Gusen jako oficer raportowy (Rapportführer). W grudniu 1941 kierował zamordowaniem około 65 więźniów narodowości polskiej, hiszpańskiej i rosyjskiej. Większość z nich zginęła podczas lodowato zimnej kąpieli na skutek utopienia lub wyziębienia. Pozostałych dobijano, a szczególnie celował w tym Brust, który katował więźniów na śmierć.
Rudolf Brust został osądzony przez amerykański Trybunał Wojskowy w Dachau w dniach 29 kwietnia – 6 maja 1947. Wymierzono mu karę śmierci przez powieszenie, którą zamieniono jednak w akcie łaski na dożywocie.